# Huipil Oaxaqueño

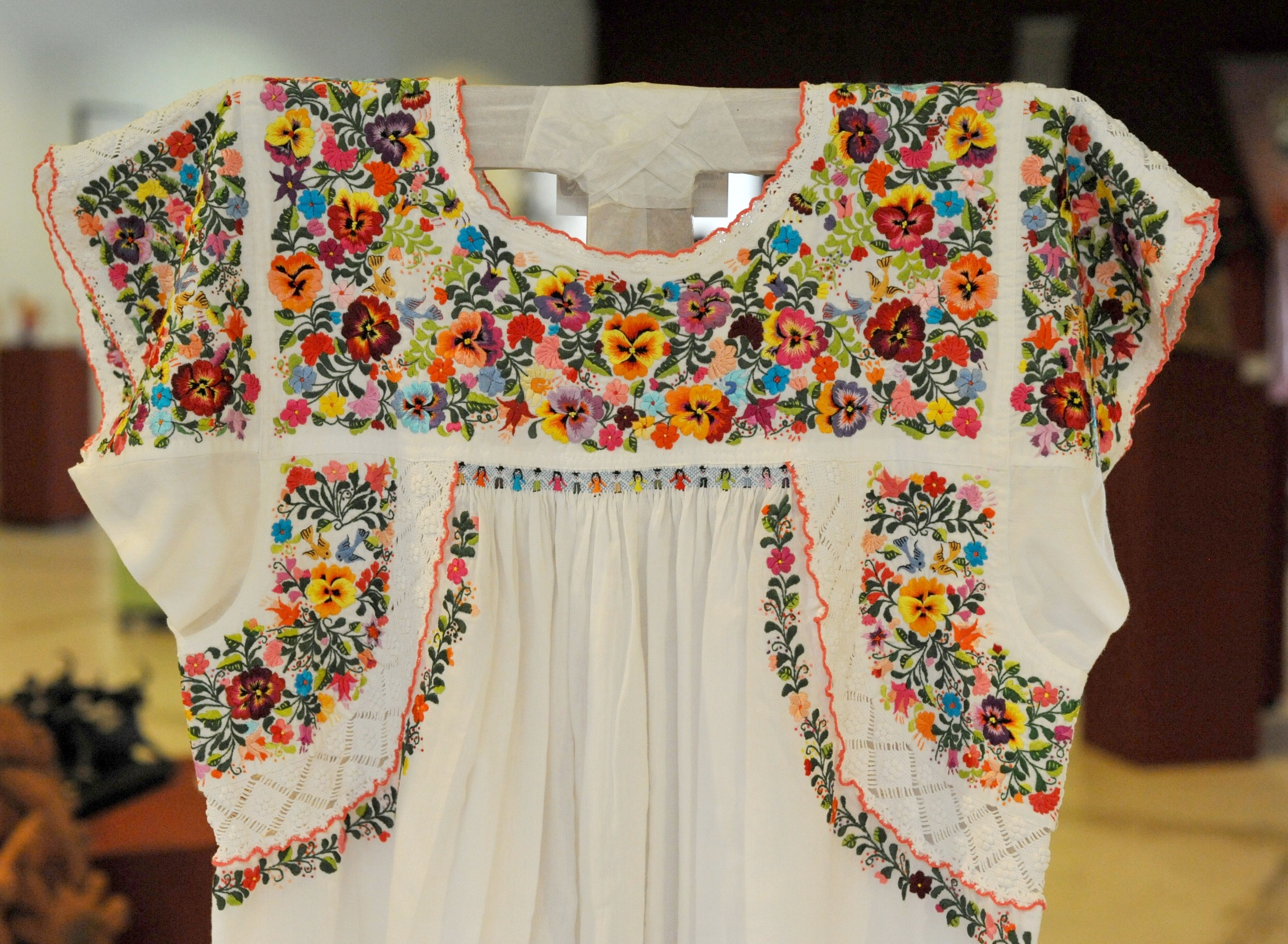
Detalle de huipil oaxaqueño en el Museo de Arte Popular de Oaxaca

El huipil oaxaqueño es una prenda tradicional femenina utilizada por diversos pueblos indígenas del estado de Oaxaca, México. Esta prenda, de origen prehispánico, constituye una de las expresiones más representativas del arte textil mesoamericano. A través del huipil, las mujeres oaxaqueñas expresan su identidad étnica, cosmovisión, posición social y contribuyen a la conservación del patrimonio cultural de sus comunidades.

## Origen e historia
El huipil tiene raíces en las culturas mesoamericanas precolombinas, siendo utilizado por mujeres zapotecas, mixtecas, mazatecas, triquis, chinantecas, chatinas, entre otras. El término "huipil" proviene del náhuatl "huipilli", que significa "mi vestido" o "ropa adornada".
Desde épocas antiguas, las mujeres tejían en telar de cintura, técnica milenaria posiblemente introducida desde Asia y adaptada en Mesoamérica. En hallazgos arqueológicos como Monte Albán y Yagul, así como en códices mixtecos, se observan figuras femeninas portando huipiles decorados, evidencia de su uso cotidiano y ceremonial.
Durante el periodo colonial, el huipil resistió procesos de aculturación. Aunque algunos estilos se modificaron para ajustarse a normas sociales o religiosas, la prenda no desapareció. En varias comunidades, incorporó símbolos cristianos o elementos introducidos por misioneros.

## Significado cultural
El huipil no es solo una prenda de vestir, sino un medio de comunicación simbólica. A través de colores, bordados y técnicas, las tejedoras expresan significados como:
- Identidad étnica y regional: Cada comunidad tiene diseños específicos que permiten identificar su origen.
- Relación con lo sagrado: Muchos motivos representan elementos naturales y espirituales como el maíz, las estrellas, o los cerros.
- Estatus social: Existen huipiles para niñas, mujeres casadas, ancianas, y autoridades. Algunos se usan en bodas, rituales religiosos o funerales.
- Transmisión del saber femenino: Tejer huipiles forma parte de la educación tradicional transmitida entre generaciones.

## Técnicas y materiales
Los huipiles se elaboran principalmente con telar de cintura. Algunas zonas utilizan el telar de pedal para fines comerciales.

### Técnicas utilizadas
- Tejido en telar de cintura
- Bordado a mano (punto de cruz, satín, cadeneta)
- Deshilado y tejido suplementario

### Materiales comunes
- Algodón blanco y coyuchi (algodón marrón nativo)
- Lana (especialmente en regiones frías como la Sierra Mixe)
- Seda natural o artificial
- Tintes naturales: añil, grana cochinilla, muicle, pericón, nogal

## Diversidad regional

### Huipil del Istmo de Tehuantepec (Juchitán)
Usado por mujeres zapotecas. Se confecciona en satín o terciopelo, bordado con flores grandes. Se utiliza en bodas y danzas como la Sandunga.

### Huipil triqui (San Juan Copala)
Tejido en telar de cintura, en tonos rojos con franjas blancas o moradas y símbolos ancestrales. Uso cotidiano y ceremonial.

### Huipil de Yalalag (Villa Hidalgo Yalalag)
De estilo zapoteco, blanco con cruces y figuras zoomorfas en rojo, negro y azul.

### Huipil de Huautla de Jiménez
Rico en colores, bordado con listones. Utilizado en rituales ligados a la medicina tradicional mazateca.

### Huipil de San Bartolo Yautepec
Sobrio, con algodón blanco y figuras geométricas en rojo y azul.

### Huipil de San Juan Colorado
Hecho con algodón coyuchi y teñido con tintes naturales. Incluye grecas, serpientes y motivos mitológicos.

## Situación actual y preservación
El uso del huipil ha disminuido entre jóvenes debido a la influencia de la moda occidental, migración y acceso limitado a insumos. No obstante, se desarrollan esfuerzos para su preservación:
- Talleres comunitarios
- Ferias textiles
- Museos y exposiciones, como el Museo Textil de Oaxaca[11]
- Colectivos de tejedoras

También existen iniciativas de marcas colectivas y denominaciones de origen para evitar la apropiación cultural.

## El huipil en la moda contemporánea
Diseñadores contemporáneos han incorporado el huipil a sus colecciones, lo que ha generado debates sobre apropiación cultural. Se promueve la moda ética y colaborativa, reconociendo a las artesanas como autoras legítimas.
La venta de textiles artesanales constituye una fuente importante de ingresos en diversas comunidades indígenas.